# De excidio et conquestu Britanniae
De excidio et conquestu Britanniæ ac flebili castigatione in reges, principes et sacerdotes (Sur la destruction et la conquête de la Bretagne et les reproches éplorés contre les rois, les nobles et les prêtres), ou simplement De excidio Britanniæ, est un sermon latin en trois parties composé au VIe siècle par le moine breton Gildas le Sage.
La première partie retrace l'histoire de l'île de Bretagne de la conquête romaine jusqu'à l'époque de Gildas. La deuxième partie fustige cinq rois pour leurs péchés, et la troisième partie s'en prend tout aussi violemment au clergé breton. C'est un texte important pour l'histoire de la Grande-Bretagne aux Ve et VIe siècles, car il s'agit de l'un des rares textes d'époque encore existants.

## Rédaction et transmission

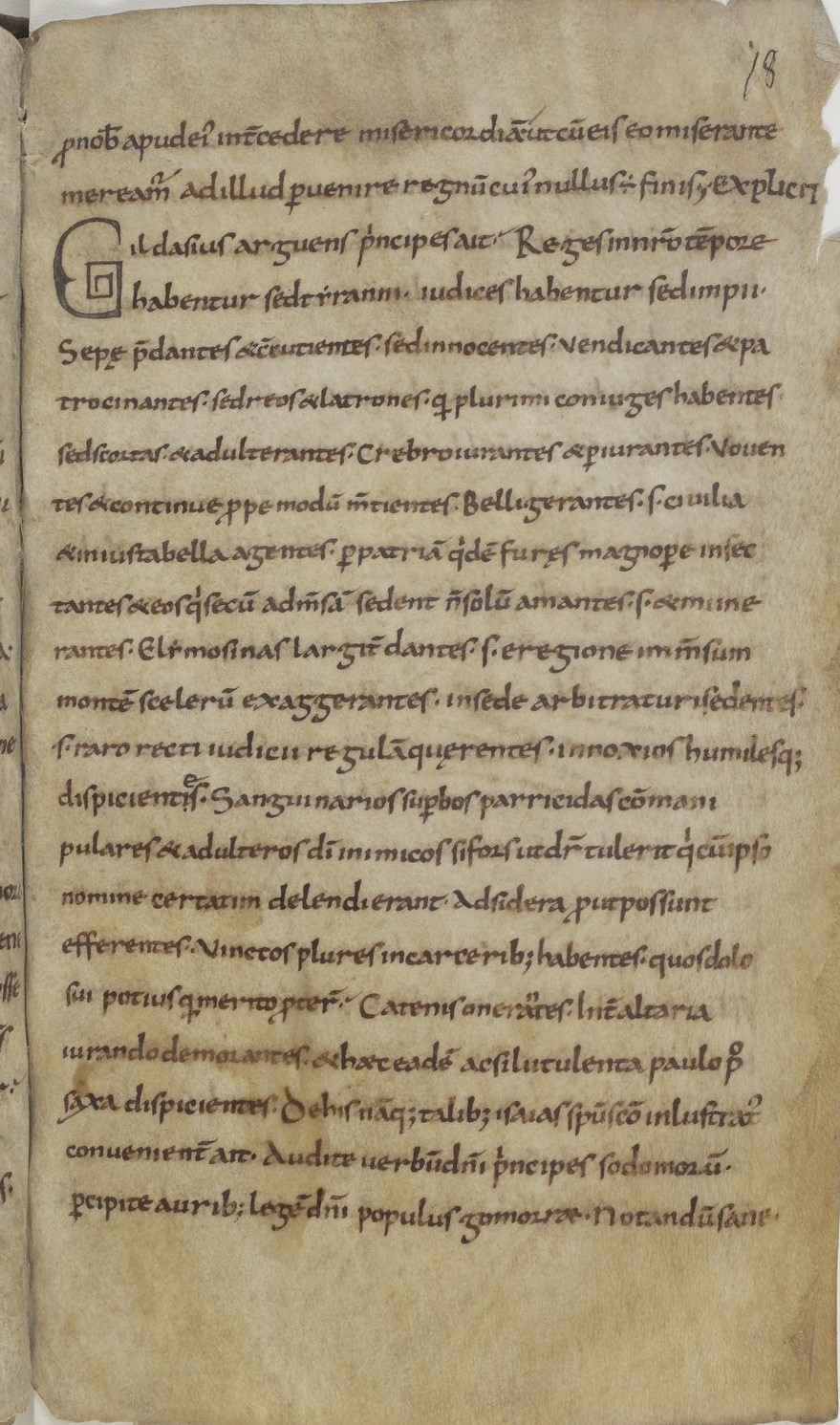
Manuscrit de Reims (IXe siècle)
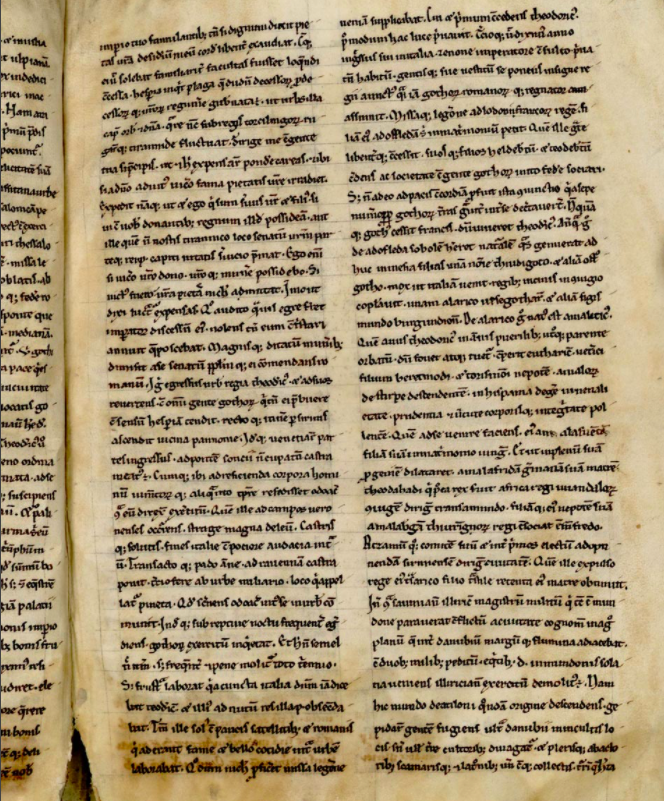
Manuscrit d'Avranches (folio illustratif ; fin XIIe siècle)
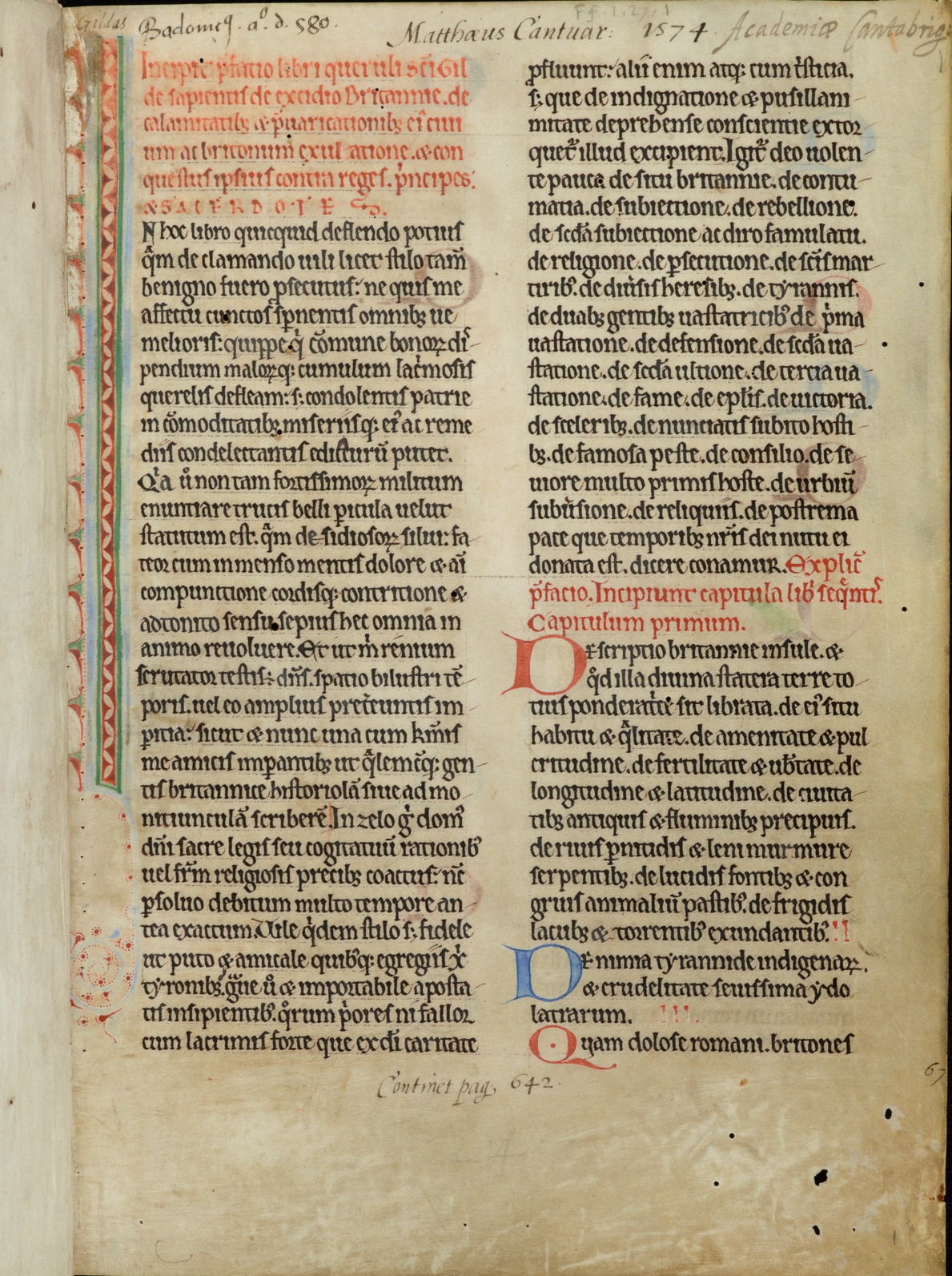
Manuscrit de Cambridge (XIIIe siècle)
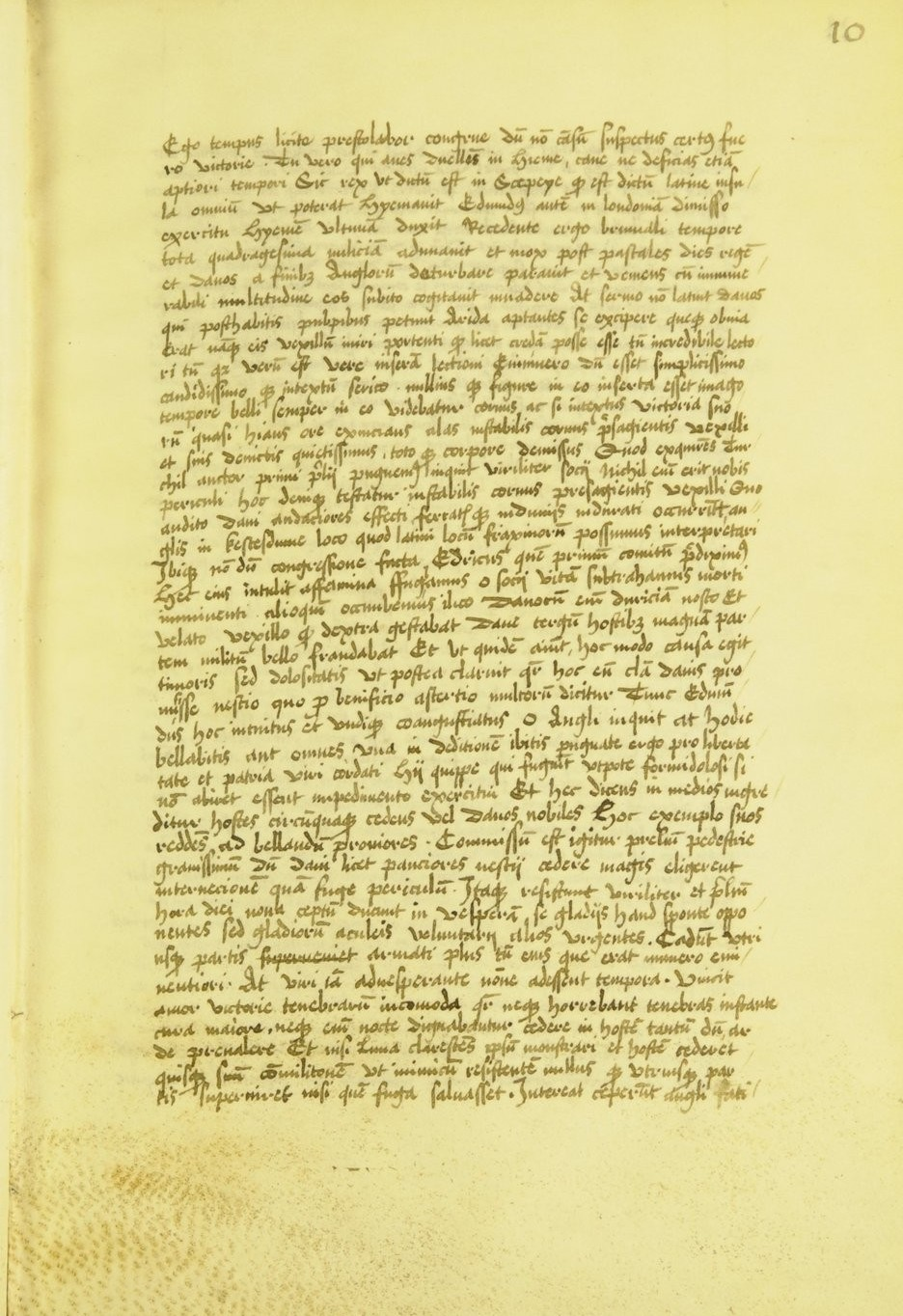
Manuscrit de Paris (folio illustratif ; XVe siècle).

La rédaction du sermon est traditionnellement datée des années 540, mais des dates antérieures ont été récemment avancées, comme le premier quart du VIe siècle, ou même encore plus tôt. Dans le texte, Gildas affirme être né l'année de la bataille du mont Badon, dont la date est incertaine. Le style rhétorique de Gildas laisse deviner qu'il a bénéficié d'une éducation latine classique à laquelle un Breton n'aurait guère pu avoir accès après le Ve siècle. Les Annales Cambriae situent la mort de Gildas en 570, et les Annales de Tigernach en 569.
La tradition manuscrite du De Excidio est ténue. Elle repose principalement sur un manuscrit conservé à la British Library sous la cote Cotton Vitellius A vi. Ce manuscrit provient de l'abbaye Saint-Augustin de Cantorbéry et date du XIe siècle. Après la dissolution de l'abbaye au XVIe siècle, il entre en possession de l'antiquaire William Camden, qui l'offre à Robert Bruce Cotton, lequel l'intègre dans sa bibliothèque Cotton. En 1731, il est très gravement endommagé dans l'incendie d'Ashburnham House, qui fait disparaître une grande partie du texte. Le manuscrit de Cambridge Dd. 1.17, copié vers 1400, dérive du précédent.
Il existe aussi un manuscrit de la bibliothèque municipale d'Avranches (no 162) qui provient de l'abbaye du Mont-Saint-Michel et date de la fin du XIIe siècle, mais le texte y est mutilé et très altéré (on y relève deux titres différents : Liber de gestis Brittonum et Liber de miseriis et prævaricationibus et excidio Britanniæ, ce qui est exactement la formule utilisée par l'hagiographe de Saint-Gildas-de-Rhuys). Le manuscrit no 414 de la bibliothèque municipale de Reims, qui est très ancien (IXe siècle ?), contient des fragments du texte. Un autre manuscrit de Cambridge, le Ff. 1.27 (copié au XIIIe siècle) ne contient qu'une partie du texte (jusqu'au § 26 sur 110, avec le § 1 abrégé), mais il a beaucoup de leçons différentes des autres. Le manuscrit Paris. Lat. 6235 (XVe siècle) contient les § 3-12.
Le sermon est publié pour la première fois en 1525 par Polydore Virgile, avec de nombreuses modifications et omissions. Il s'appuie sur deux manuscrits, le Cotton Vitellius A vi et un autre apparemment perdu. En 1568, John Joscelyn, secrétaire de l'archevêque Matthew Parker, publie une nouvelle édition, plus proche du manuscrit original, qui est suivie d'une troisième encore plus fidèle en 1691, produite par Thomas Gale à Oxford. Le texte a connu d'autres éditions au XIXe siècle, notamment dans le cadre de la Monumenta Historica Britannica (1848).

## Titre
Bien que le manuscrit Cotton, dans son état actuel, ne présente plus aucun titre (le début du texte est détruit) et que l'apographe de Cambridge soit également mutilé au début (on n'y lit que « liber sancti Gildæ abbatis »), l'édition de Polydore Virgile, qui a utilisé le Cotton intact, commence par la formule suivante : Incipit prologus Gildæ Sapientis de excidio Britanniæ et conquestu ejusdem ac flebili castigatione in reges, principes et sacerdotes (de même dans l'édition de John Josselin, qui suit la première de très près). Un catalogue de la collection Cotton datant de 1696 (soit avant l'incendie de 1731) porte : Gildam de excidio Britanniæ. 
On lit dans la Vie de saint Paul Aurélien, écrite en 884 par Gurmonoc, moine de Landévennec, cette allusion au texte de Gildas : « … necnon et sanctum Gyldan, cujus sagacitatem ingenii industriamque legendi atque in sacris canonum libris peritiam liber ille, quem Ormestam Britanniæ vocant, declarat » (BnF MS Lat. 12343, fol. 111). Ce titre Ormesta Britanniæ signifierait Malheurs de la Bretagne (cf. gallois gormes = « répression »), comme l'explique Christiane M. J. Kerboul-Vilhon : « les éditions plus tardives ajoutent un titre en vieux breton, Wormesta, qui sera latinisé en Ormesta, c'est-à-dire: misères, calamités, affliction. Il convient à l'esprit du texte, Gildas déplorant les malheurs de la Bretagne. Malheurs et décadence, mais il a paru difficile de traduire le seul mot de excidium par deux termes. C'est Décadence, proche de l'étymologie qui semble le mieux adapté. »

## Résumé
Le De Excidio n'a pas pour but d'être un témoignage pour la postérité : c'est un prêche, à l'image de ceux des prophètes de l'Ancien Testament. Aussi, Gildas ne donne d'informations historiques que lorsqu'elles servent son dessein. Il offre l'une des premières descriptions du mur d'Hadrien, et peut-être du mur d'Antonin, bien que sa version de leur histoire soit tout à fait fantaisiste,. Les détails qui ne servent pas son propos sont laissés de côté : il est toujours vague, mentionne peu de noms et aucune date précise. Le De Excidio reste néanmoins un texte important pour l'histoire médiévale de la Grande-Bretagne dans la mesure où c'est l'un des rares textes produits sur l'île au VIe siècle ayant subsisté.

### Première partie
Dans la première partie, Gildas explique son but et donne un bref résumé de l'histoire de la Bretagne romaine, depuis la conquête jusqu'à son époque. On y trouve la plus ancienne mention connue du personnage semi-légendaire Ambrosius Aurelianus, ainsi que de la bataille du mont Badon.

### Deuxième partie

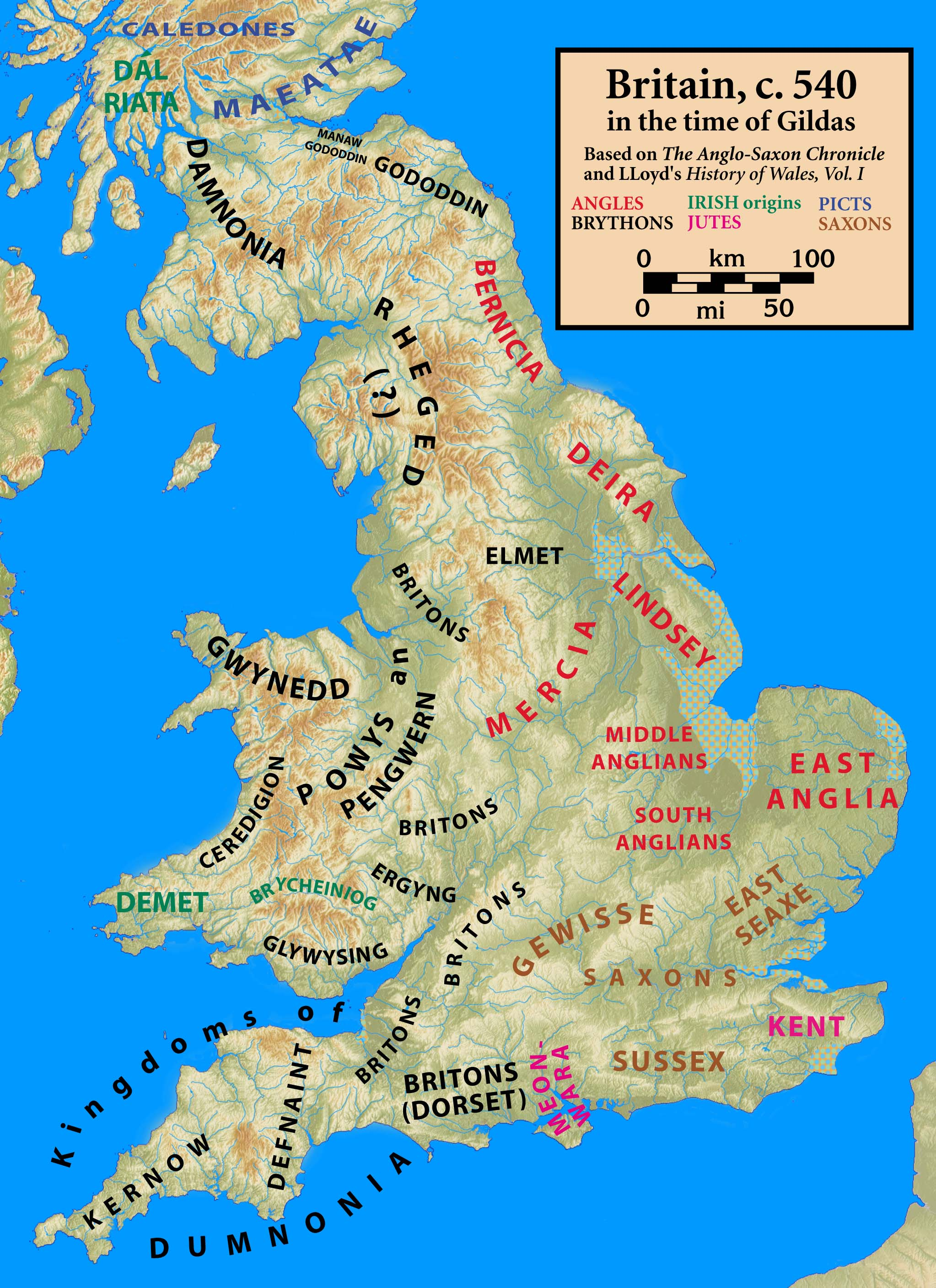
La Grande-Bretagne à l'époque de Gildas.

La deuxième partie est une condamnation de cinq rois de Bretagne. Il s'agit du seul texte d'époque à les mentionner, ce qui lui a valu d'attirer tout particulièrement l'attention des historiens. Gildas reprend des animaux allégoriques cités dans l'Apocalypse biblique (le lion, le léopard, l'ours et le dragon) et les associe à chacun de ces rois :
- « Constantin, le chiot tyrannique de la lionne impure de Damnonia » ;
- « toi, le chiot du lion, Aurelius Conanus » ;
- « Vortipore […] semblable au léopard tacheté […] tyran des Démétiens » ;
- « Cuneglasse […] toi l'ours » ;
- « dragon de l'île […] Maglocune ».

Gildas mentionne en passant d'autres bêtes de l'Apocalypse, comme l'aigle, le serpent, le veau et le loup.
Les raisons de la vindicte de Gildas à l'égard de ces cinq souverains sont inconnues. Il a clairement procédé à un choix : les souverains des autres royaumes bretons, Rheged, Gododdin, Elmet ou Pengwern, ne sont pas évoqués, pas plus que ceux du sud de l'Angleterre. N'avoir choisi que des rois liés à la prééminence d'un autre (Maglocune, le « dragon ») laisse à penser qu'il n'était pas seulement outragé par leur dépravation personnelle. Ni l'outrage, ni une dispute sur un point de doctrine ne peuvent justifier cette violente condamnation, ni l'attaque personnelle sur la mère de Constantin (la « lionne impure »).
Maglocune ou Maelgwn, roi de Gwynedd, est celui qui subit le plus les foudres de Gildas. La comparaison avec le « dragon » de l'Apocalypse laisse supposer qu'il exerçait peut-être son autorité sur les autres rois, ce que d'autres sources confirment de manière indirecte. Maelgwn soutient le christianisme dans tout le pays de Galles, au-delà des frontières de son propre royaume, en offrant des dons aux saints Brynach (en) de Dyfed, Cadoc de Gwynllwg (en), Cybi (en) d'Anglesey, Padarn de Ceredigion et Tydecho (en) de Powys.
Constantin est obscur. Son royaume de « Damnonia » est généralement identifié à la Domnonée, un royaume du sud-ouest de l'Angleterre. Plusieurs textes ultérieurs mentionnent un roi Constantin dans la région, mais il n'apparaît dans aucune source contemporaine. En outre, « Damnonia » pourrait également faire référence au territoire des Damnonii, une tribu située par Ptolémée dans le sud-ouest de l'Écosse actuelle. Les Damnonii sont les prédécesseurs du royaume d'Alt Clut qui a longtemps entretenu des liens étroits avec le Gwynedd, ce qui n'est pas le cas de la Domnonée.
Vortiporius (Vortipore, Guortepir en vieux gallois), roi de Démétie (Dyfed), est attesté dans des généalogies galloises et irlandaises comme fils d'Aircol. Cuneglasse apparaît également dans les généalogies royales comme Cynglas (Cynlas en gallois moderne), fils d'Owain Ddantgwyn, fils d'Einion, fils de Cunedda. Il est lié à la région de Penllyn, dans le sud du Gwynedd, et serait l'ancêtre de Caradog ap Meirion. Il est également le frère de saint Seiriol (en).
Il est impossible de situer Aurelius Conanus, ou Aurelius Caninus, dans une région particulière de Grande-Bretagne. John Edward Lloyd propose d'en faire un des descendants du héros Aurelius Ambrosianus mentionnés auparavant par Gildas. Dans ce cas, son royaume devait se trouver dans une région conquise par la suite par les Anglo-Saxons.

### Troisième partie
La troisième partie s'attaque au clergé contemporain. Gildas ne cite pas de nom et n'offre donc aucune lumière sur l'histoire de l'Église chrétienne à cette époque.

## Postérité
Après la conquête décrite dans son De Excidio, Gildas constitue un modèle important pour les auteurs anglo-saxons. Dès le VIIIe siècle, il est mentionné par Bède le Vénérable dans son Histoire ecclésiastique du peuple anglais (I, 22 : « scelerum facta, quæ historicus eorum Gildus [sic] flebili sermone describit »). Il est le premier qui identifie Gildas comme l'auteur de ce texte ; Gildas lui-même ne mentionne pas son nom dans son sermon. Bède reprend ses formulations par endroits, par exemple lorsqu'il décrit la bataille du mont Badon : « nunc cives nunc hostes vincebant usque ad annum obsessionis Badonici montis… » » (Gildas, § 26) devient « ex eo tempore nunc cives nunc hostes vincebant usque ad annum obsessionis Badonici montis » (I, 16). Il exploite aussi le sermon de Gildas dans sa chronique universelle (c'est-à-dire le De temporibus et le De temporum ratione (en)) pour les événements survenus en Grande-Bretagne au Ve siècle. Il développe l'idée de Gildas selon laquelle les Bretons ont perdu la faveur divine pour suggérer que cette faveur est passée aux Anglo-Saxons, désormais christianisés.
Plus tard, Gildas sert également de modèle à Alcuin dans son traitement des invasions vikings, en particulier pour ses lettres relatant le sac de Lindisfarne en 793. Invoquer Gildas comme exemple historique lui permet de suggérer l'idée d'une réforme morale et religieuse comme remède contre les invasions. De la même façon, au XIe siècle, Wulfstan d'York s'appuie sur Gildas dans son Sermo Lupi ad Anglos. Après la conquête normande de l'Angleterre, le De excidio est largement cité dans la Vie de saint Gildas écrite vers le milieu du XIe siècle par un moine de l'abbaye Saint-Gildas de Rhuys (§ 1 : « Inter cetera vero, quæ ipse sanctus Gildas scripsit de miseriis et prævaricationibus et excidio Britanniæ, hoc etiam de illa præmisit… » [suit un extrait du § 3 du texte de Gildas]). Au XIIe siècle, Giraud de Barri cite également le texte en l'intitulant De excidio Britanniæ.
L'importance de l'œuvre de Gildas dépasse les informations historiques qu'elle contient. À l'époque où il écrit, il existe une Église chrétienne bretonne ; Gildas écrit en latin, et il considère jusqu'à un certain point les Bretons comme des citoyens romains, malgré l'effondrement de l'Empire romain d'Occident. Lorsque Augustin de Cantorbéry débarque en Kent, en 597, l'Angleterre est peuplée d'Anglo-Saxons païens dont les souverains ne se considèrent pas comme des citoyens romains. Aussi, dater plus précisément le texte de Gildas permettrait d'avoir davantage de certitudes sur la chronologie du passage de la Grande-Bretagne post-romaine à l'Angleterre anglo-saxonne, certitudes d'autant plus précieuses que cette période est avare en dates précises et événements assurés,.